# American Warships
Pour plus de détails, voir Fiche technique et Distribution.
American Warships est un film américain réalisé par Thunder Levin, produit par The Asylum et diffusé le 19 mai 2012 sur Syfy. C'est un mockbuster du film Battleship de Peter Berg.
Le film devait s'appeler au départ American Battleship mais Universal Pictures menaça The Asylum à cause de la trop grande ressemblance entre les deux titres.

## Synopsis
Le cuirassé américain USS Iowa effectue son dernier voyage avant d'être mis hors service et transformé en navire musée. L'USS Enterprise est attaqué et détruit par une flotte de mystérieux navires invisibles. La Troisième Guerre mondiale menace d'éclater. Le capitaine Winston (Mario Van Peebles), commandant l'Iowa lance son navire à la poursuite des vaisseaux ennemis. Il comprend qu'il s'agit d'une force extraterrestre qui fait la guerre à l'humanité. Il remarque que son navire est insensible aux armes du vaisseau extraterrestre et comprend qu'elles sont à impulsion électromagnétique, et donc inefficaces sur la technologie obsolète de l'Iowa. L'Iowa est donc le seul à pouvoir lutter contre les extraterrestres.
Plusieurs villes côtières de la Corée du Nord sont attaquées par les extraterrestres. À Washington, le général McKraken (Carl Weathers) comprend que c'est une tentative des extraterrestres pour pousser les humains à s'autodétruire. Les efforts diplomatiques de McKraken tentent de gagner du temps pour que l'Iowa apporte la preuve de l'invasion extraterrestre.

## Fiche technique
- Titre original : American Warships
- Titre français : American Warships
- Titre français alternatif : U.S.S. Iowa : La Dernière Mission
- Réalisation : Thunder Levin
- Scénario : Thunder Levin
- Costumes : Ash Crist (créditée Ashley Crist)
- Montage : Karl Armstrong
- Musique : Chris Ridenhour
- Production : David Michael Latt, David Rimawi, Paul Bales (en)
- Société(s) de production : The Asylum
- Budget : 1 000 000 $
- Pays d'origine :  États-Unis
- Langue originale : anglais
- Durée : 90 minutes
- Dates de sortie :
  -  Royaume-Uni : 16 avril 2012
  -  États-Unis :
    - 27 avril 2012 au Cape Fear Independent Film Festival
    - 19 mai 2012 (télévision)

  -  Canada : 22 mai 2012 sur Space

## Distribution
- Mario Van Peebles (VF : Yannick Blivet) : le capitaine Winston
- Carl Weathers (VF : Mathieu Rivolier) : le général McKraken
- Johanna Watts (VF : Françoise Escobar) : la lieutenant Caroline Bradley
- Elijah Chester (VF : Patrick Noérie) : le secrétaire à la Défense
- Nikki McCauley (VF : Agnès Manoury) : la docteure Julia Flynn
- Devin McGhee (VF : Jean-Marco Montalto) : le lieutenant commander Juarez
- Mandela Van Peebles : Lookoot Dunbar
- Josh Cohen Clancy : l'officier d'armement
- David Polinsky (VF : Michel Voletti) : l'amiral Hollis

## Production

### Lieux de tournage
Le film a été tourné en Caroline du Nord à Wilmington sur le navire musée USS North Carolina.